# Råddare

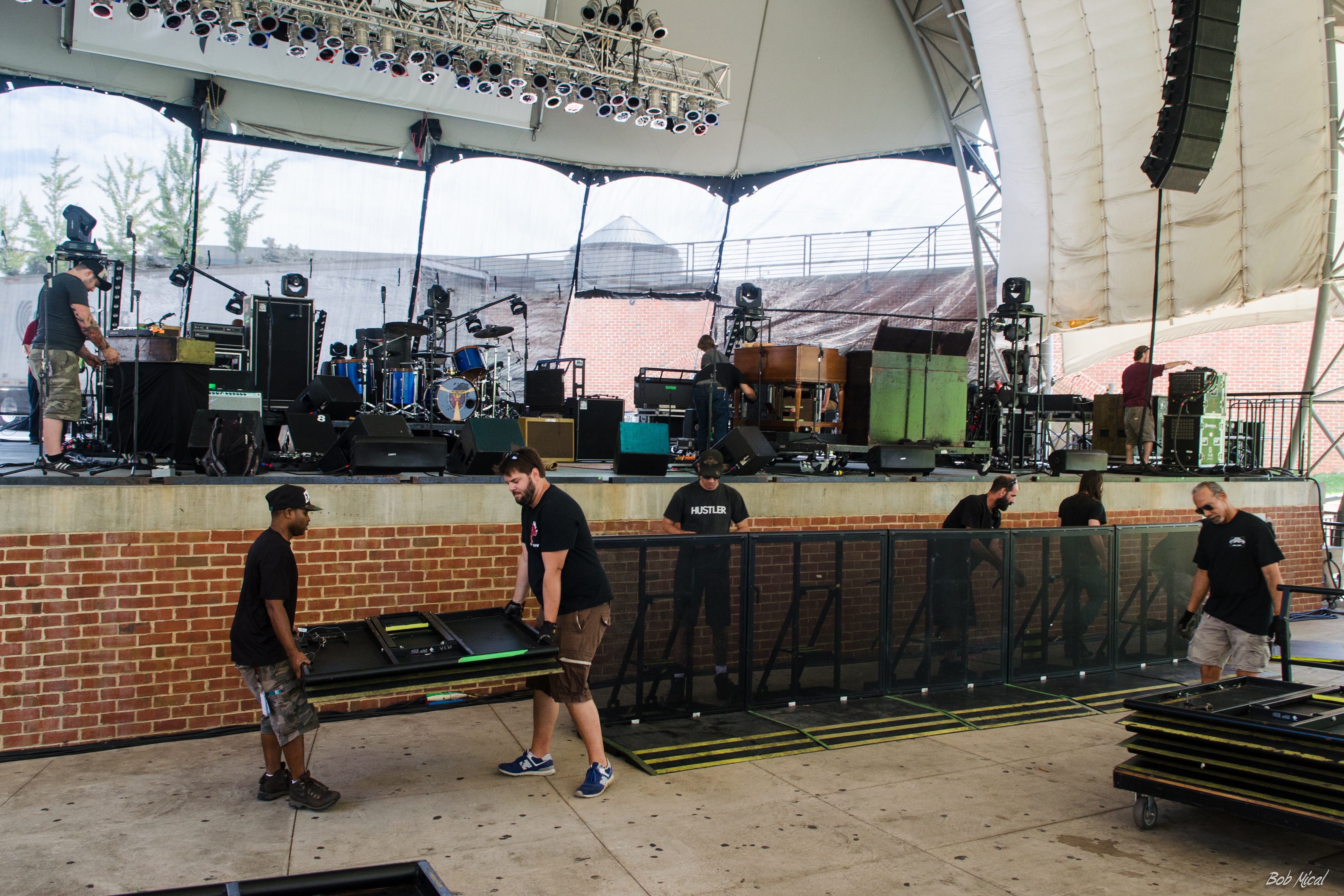
Humpare sätter upp ett kravallstaket vid en scen i Portsmouth, USA.

Råddare (engelska: road crew eller roadie) är medresande turnépersonal som arbetar med att förbereda scenframträdanden, exempelvis för musikgrupper.
I arbetsuppgifterna ingår vanligtvis nedpackning, uppackning och transport av turnéns musikinstrument, samt ljud- och ljusutrustning, men kan även innefatta scenbygge och scendekoration.
Lokal personal som hjälper till vid en konsert på en viss ort kallas oftast humpare eller "hump" (engelska: stagehands) och räknas som en annan kategori än en medföljande road crew.